# Simon Magus
Simon Magus è un film del 1999 diretto da Ben Hopkins, al suo esordio alla regia di un lungometraggio.
È stato presentato in concorso al 49º Festival di Berlino.

## Trama
Simon è lo scemo del villaggio in un paesino della Slesia del XIX secolo. Figlio di un ebreo e di una gentile, è ostracizzato dai secondi a causa di pregiudizi antisemiti e dai primi perché convinto di parlare col Demonio e di conseguenza vive solo come un eremita vestito di stracci in una baracca in cima a una collina, perdipiù perseguitato dalla nomea di menagramo.
Mentre Simon è perseguitato da visioni di catastrofi a venire, il lattaio ebreo Dovid chiede al signorotto locale il permesso di acquistare un appezzamento di terra su cui costruire una stazione dei treni per beneficiare della neonata ferrovia, che altrimenti taglierebbe fuori il paese. Max, un ricco mercante della comunità gentile, decide di sfruttare la mente semplice di Simon, fingendo di volerlo convertire al cristianesimo, per mandare a monte i suoi piani.

## Produzione
Il film ha avuto un budget di 5 milioni di dollari. È stato girato tra le Brecon Beacons, in Galles.

## Distribuzione
È stato presentato in anteprima al Festival di Berlino il 17 febbraio 1999.
Tagliato rispetto alla versione vista al Festival, il film è stato distribuito nelle sale cinematografiche italiane da Lucky Red a partire dall'11 febbraio 2000, mentre in quelle francesi da Les Films du Paradoxe a partire dal 2 agosto 2000.

## Riconoscimenti
- 1999 – Festival internazionale del cinema di Berlino
  - In concorso per l'Orso d'oro
- 1999 – Sitges - Festival internazionale del cinema fantastico della Catalogna
  - Miglior regista a Ben Hopkins
  - Miglior attore a Noah Taylor
- 2000 – British Independent Film Awards
  - Candidatura al Premio Douglas Hickox